# Nedre Hjukskälstjärnen
Nedre Hjukskälstjärnen är en sjö i Vindelns kommun i Västerbotten och ingår i Umeälvens huvudavrinningsområde. Vid provfiske har bäckröding och öring fångats i sjön.